# Фінляндія на зимових Олімпійських іграх 2018
Фінляндія на зимових Олімпійських іграх 2018, які проходили з 9 по 25 лютого в Пхьончхані (Південна Корея), була представлена 106 спортсменами в 11 видах спорту.

## Медалісти
| Медалі           | Спортсмени | Вид спорту         | Дисципліна                      | Дата      |
| ---------------- | --- | ------------------ | ------------------------------- | --------- |
| Золото           | Ійво Нісканен | Лижні перегони     | 50 км вільним стилем (чоловіки) | 24 лютого |
| Срібло           | Кріста Пармякоскі | Лижні перегони     | 30 км вільним стилем (жінки)    | 25 лютого |
| Бронза           | Кріста Пярмякоскі | Лижні перегони     | скіатлон 15 км (жінки)          | 10 лютого |
| Бронза           | Енні Рукаярві | Сноубординг        | слоупстайл (жінки)              | 12 лютого |
| Бронза           | Кріста Пярмякоскі | Лижні перегони     | 10 км вільним стилем (жінки)    | 15 лютого |
| Бронза           | жіноча збірна Фінляндії з хокею \| Санні Хакала \| \| Ноора Ряті \| \| \| \| Єнні Хіїрікоскі \| \| Сейла Саарі \| \| \| \| Венла Хові \| \| Роня Саволайнен \| \| \| \| Міра Ялосуо \| \| Евеліїна Суонпяя \| \| \| \| Мішелль Карвінен \| \| Сара Сяккінен \| \| \| \| Роса Ліндстедт \| \| Сусанна Тапані \| \| \| \| Петра Ніємінен \| \| Ноора Тулус \| \| \| \| Таня Нісканен \| \| Міннамарі Туомінен \| \| \| \| Емма Нуутінен \| \| Елла Війтасуо \| \| \| \| Іса Рахунен \| \| Ріїкка Аяліля \| \| \| \| Анніна Раяхухта \| \| Лінда Вялімякі \| \| \| \| Меері Ряйсянен \| \| \| \| \| | Хокей              | жінки                           | 21 лютого |
| Санні Хакала     | | Ноора Ряті         |                                 |           |
| Єнні Хіїрікоскі  | | Сейла Саарі        |                                 |           |
| Венла Хові       | | Роня Саволайнен    |                                 |           |
| Міра Ялосуо      | | Евеліїна Суонпяя   |                                 |           |
| Мішелль Карвінен | | Сара Сяккінен      |                                 |           |
| Роса Ліндстедт   | | Сусанна Тапані     |                                 |           |
| Петра Ніємінен   | | Ноора Тулус        |                                 |           |
| Таня Нісканен    | | Міннамарі Туомінен |                                 |           |
| Емма Нуутінен    | | Елла Війтасуо      |                                 |           |
| Іса Рахунен      | | Ріїкка Аяліля      |                                 |           |
| Анніна Раяхухта  | | Лінда Вялімякі     |                                 |           |
| Меері Ряйсянен   | |                    |                                 |           |

## Спортсмени
| Вид спорту      | Чоловіки | Жінки | Всього |
| --------------- | -------- | ----- | ------ |
| Біатлон         | 5        | 5     | 10     |
| Керлінг         | 1        | 1     | 2      |
| Фігурне катання | 0        | 1     | 1      |
| Хокей           | 25       | 0     | 25     |
| Усього          | 31       | 7     | 38     |